# 全国人民代表大会常务委员会预算工作委员会
全国人民代表大会常务委员会预算工作委员会（简称全国人大常委会预算工作委员会，俗称全国人大常委会预算工委）是全国人民代表大会常务委员会设立的工作委员会，负责预算审查工作。

## 沿革
为加强全国人大及其常委会对中央预算的审查监督，促进依法理财，保障国民经济和社会事业健康发展，经中央同意，1998年12月29日，第九届全国人民代表大会常务委员会第六次会议决定设立全国人民代表大会常务委员会预算工作委员会。

## 职责
预算工作委员会是全国人大常委会的工作机构，其主要职责是：
1. 协助财政经济委员会承担全国人民代表大会及其常务委员会审查预算决算、审查预算调整方案和监督预算执行方面的具体工作；
2. 承担国有资产管理情况监督、审计查出突出问题整改情况跟踪监督方面的具体工作；
3. 承担预算、国有资产联网监督方面的具体工作；
4. 受委员长会议委托，承担有关法律草案的起草工作，协助财政经济委员会承担有关法律草案审议方面的具体工作；
5. 以及承办本决定规定的和常务委员会、委员长会议交办以及财政经济委员会需要协助办理的其他有关财政预算的具体事项。
6. 经委员长会议同意，可以要求政府有关部门和单位提供预算情况，并获取相关信息资料及说明。
7. 经委员长会议批准，可以对各部门、各预算单位、重大建设项目的预算资金使用和专项资金的使用进行调查，政府有关部门和单位应积极协助、配合。

## 机构设置[3]
- 办公室
- 预决算审查室
- 法案室
- 调研室

## 组成人员
1998年12月29日第九届全国人民代表大会常务委员会第六次会议决定设立全国人民代表大会常务委员会预算工作委员会，任命 
- 主任：郭振乾
- 副主任：苏宁、张光瑞

2003年3月19日第十届全国人民代表大会常务委员会第一次会议免去：
- 主任：郭振乾
- 副主任：张光瑞

任命：
- 主任：刘积斌
- 副主任：王大成

2003年12月27日第十届全国人民代表大会常务委员会第六次会议免去：
- 副主任：苏宁

2004年10月27日第十届全国人民代表大会常务委员会第十二次会议任命：
- 副主任：冯淑萍（女）、姚胜

2008年2月28日第十届全国人民代表大会常务委员会第三十二次会议免去：
- 主任：刘积斌
- 副主任：王大成

任命：
- 主任：朱志刚

2008年10月28日第十一届全国人民代表大会常务委员会第五次会议免去：
- 主任：朱志刚

2009年2月28日第十一届全国人民代表大会常务委员会第七次会议任命：
- 主任：高强（全国人民代表大会财政经济委员会副主任委员兼）

2011年12月31日第十一届全国人民代表大会常务委员会第二十四次会议免去：
- 主任：高强

任命：
- 主任：廖晓军为全国人民代表大会常务委员会预算工作委员会主任
- 副主任：黄建初

2012年10月26日第十一届全国人民代表大会常务委员会第二十九次会议任命：
- 副主任：苏军

2013年2月27日第十一届全国人民代表大会常务委员会第三十一次会议免去：
- 副主任：冯淑萍（女）

2013年6月29日第十二届全国人民代表大会常务委员会第三次会议免去：
- 副主任：黄建初

2013年10月25日第十二届全国人民代表大会常务委员会第五次会议任命：
- 副主任：刘修文

2016年2月26日第十二届全国人民代表大会常务委员会第十九次会议免去：
- 副主任：姚胜、苏军

任命：
- 副主任：刘伟、朱明春

2016年12月25日第十二届全国人民代表大会常务委员会第二十五次会议免去：
- 主任：廖晓军

任命：
- 主任：刘昆

2017年2月24日第十二届全国人民代表大会常务委员会第二十六次会议免去：
- 副主任：刘伟

2018年3月21日第十三届全国人民代表大会常务委员会第一次会议免去：
- 主任：刘昆

任命：
- 主任：史耀斌

2019年4月23日第十三届全国人民代表大会常务委员会第十次会议任命：
- 副主任：夏光

2023年9月1日第十四届全国人民代表大会常务委员会第五次会议任命：
- 主任：许宏才

免去：
- 主任：史耀斌

2023年12月29日第十四届全国人民代表大会常务委员会第七次会议任命：
- 副主任：何成军

免去：
- 副主任：刘修文

2024年11月8日第十四届全国人民代表大会常务委员会第十二次会议任命：
- 副主任：钱夫中

免去：
- 副主任：朱明春